# Myrice
Myrice là một chi bướm đêm thuộc họ Geometridae.

## Các loài
- Myrice cinctata
- Myrice inaequalis
- Myrice neorina
- Myrice nitida
- Myrice steinbachi
- Myrice transiens